# Джейн Гіршфілд

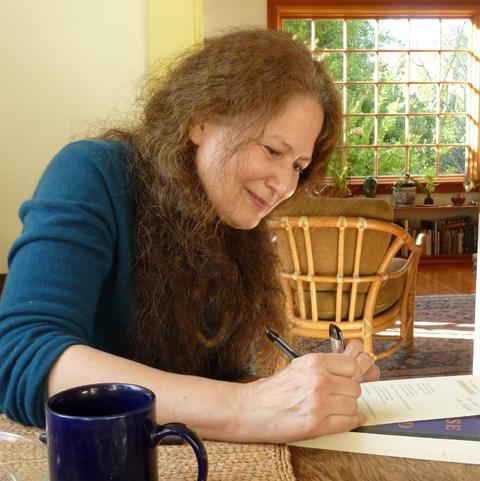
Джейн Гіршфілд, 2011 рік

Джейн Гіршфілд (англ. Jane Hirshfield, нар. 24 лютого 1953) — сучасна американська поетеса, науковиця та викладачка.

## Життєпис
Народилася у Нью-Йорку. Навчалася у Принстонському університеті, після закінчення якого вісім років свого життя присвятила дзен-буддистським практикам при дзен-центрі у Сан-Франциско (із них три роки провела у монастирі). Пізніше викладала в Каліфорнійському університеті й Університеті Цинциннаті, в університетах Берклі та Сан-Франциско.
Займалася перекладами японської поезії. Видала шість поетичних збірок: After (2006), The Lives of the Heart (1997), The October Palace (1994), The Gravity and Angels (1988), Alaya (1982). Є також автором збірки літературно-критичних есе Nine Gates: Entering the Mind of Poetry (1997).
Найновіша збірка поезій Джейн Гіршфілд — After була названа газетою Washington Post однією з найкращих книжок 2006 року, вона була серед номінантів на премію Томаса Еліота. П'ята поетична збірка (Given Sugar, Given Salt (2001) відзначена премією американської Національної асоціації літературних критиків. Джейн Гіршфілд є почесним членом Академії американських поетів, а також фондів Ґугенгайма і Рокфелера. Її поезії неодноразово друкувалися у таких виданнях, як The New Yorker, The Atlantic, The Nation, Poetry, The Best American Poetry та багатьох інших.
У даний час займається проведенням семінарів із поетичної майстерності у коледжі Бенінгтона. На думку Джейн Гіршфілд, поезія — це та сфера людського буття, де «мислення серця, розуму і тіла зливається в одне ціле». Якщо до винайдення писемності роль поезії у суспільному житті полягала у збереженні знання у тій формі, в якій воно легко запам'ятовувалося і відтворювалося, «і всі технічні аспекти поезії розвинулися, аби якомога точніше зберегти важко здобуте людством розуміння і знання», то через тисячі років, із запровадженням писемності, ця роль змінилася. Завданням поезії на її сучасному етапі є зведення різних вимірів людської свідомості до спільного поля. Якщо ми нехтуватимемо зв'язком між життям людини і життям скель, дерев і тварин, а також із погодою, «ми втратимо всяке відчуття пропорцій щодо того, якими ми повинні бути у всесвіті, серед широкого різноманіття інших форм буття».

## Джерело
- журнал «Всесвіт, 7–8 номер, 2010 рік» онлайн